# Greater London Authority Act 2007
Le Greater London Authority Act 2007 est une loi du Parlement britannique.
Il a donné des pouvoirs supplémentaires à la Greater London Authority et au maire de Londres, qui avaient été créés par le Greater London Authority Act 1999.